# Jennifer Lopez-diszkográfia
Jennifer Lopez zenei karrierje 1998-ban kezdődött, amikor a Sony leszerződtette egy önálló album kiadására. Az énekesnőt olyan producerek vették szárnyuk alá, mint Rodney Jerkins, vagy Cory Rooney. A két sikerproducer segítségével Jennifer Lopez zenei karrierje beindult. Első lemeze az On the 6 rögtön az amerikai Top 10-ben debütált, a megjelenését követően az énekesnő a legnagyobb latin előadók, úgymint Ricky Martin és Enrique Iglesias riválisává vált.

## Stúdióalbumok
| Album címe                                                  | Információk                                                                         | Slágerlistás helyezések | Slágerlistás helyezések | Slágerlistás helyezések | Slágerlistás helyezések | Slágerlistás helyezések | Slágerlistás helyezések | Slágerlistás helyezések | Slágerlistás helyezések | Slágerlistás helyezések | Slágerlistás helyezések | Tanúsítványok (értékesítési küszöb) |
| Album címe                                                  | Információk                                                                         | US                      | AUS                     | CAN                     | FRA                     | GER                     | NLD                     | NZ                      | SWE                     | SWI                     | UK                      | Tanúsítványok (értékesítési küszöb) |
| ----------------------------------------------------------- | ----------------------------------------------------------------------------------- | ----------------------- | ----------------------- | ----------------------- | ----------------------- | ----------------------- | ----------------------- | ----------------------- | ----------------------- | ----------------------- | ----------------------- | --- |
| On the 6                                                    | - Megjelent: 1999. június 1. - Kiadó: Work - Formátumok: CD, kazetta                | 8                       | 11                      | 5                       | 15                      | 3                       | 6                       | 18                      | 20                      | 3                       | 14                      | - US: 3× Platina - AUS: Platina - CAN: 5× Platina - FRA: 2× Arany - GER: Arany - NZ: Arany - SWI: Platina - UK: Arany                             |
| J.Lo                                                        | - Megjelent: 2001. január 23. - Kiadó: Epic - Formátumok: CD, digitális letöltés    | 1                       | 2                       | 1                       | 6                       | 1                       | 4                       | 3                       | 7                       | 1                       | 2                       | - US: 4× Platina - AUS: 2× Platina - CAN: 2× Platina - FRA: 2× Gold - GER: Platina - NZ: 2× Platinum - SWE: Arany - SWI: 2× Platina - UK: Platina |
| This Is Me... Then                                          | - Megjelent: 2002. november 19. - Kiadó: Epic - Formátumok: CD, digitális letöltés  | 2                       | 14                      | 5                       | 4                       | 4                       | 7                       | 19                      | 7                       | 3                       | 13                      | - US: 2× Platina - AUS: Platina - CAN: 2× Platina - FRA: 2× Arany - GER: Arany - NZ: Arany - SWE: Arany - SWI: Platina - UK: Platina              |
| Rebirth                                                     | - Megjelent: 2005. március 1. - Kiadó: Epic - Formátumok: CD, digitális letöltés    | 2                       | 10                      | 2                       | 7                       | 3                       | 1                       | 22                      | 14                      | 1                       | 8                       | - US: Platina - AUS: Arany - CAN: Platina - US: Arany - AUS: Arany - UK: Ezüst - FRA: Arany - SWI: Arany - UK: Ezüst                              |
| Como Ama una Mujer                                          | - Megjelent: 2007. március 27. - Kiadó: Epic - Formátumok: CD, digitális letöltés   | 10                      | —                       | 50                      | 11                      | 4                       | 31                      | —                       | 49                      | 1                       | —                       | - SWI: Platina |
| Brave                                                       | - Megjelent: 2007. október 4. - Kiadó: Epic - Formátumok: CD, digitális letöltés    | 12                      | 46                      | 13                      | 28                      | 41                      | 24                      | —                       | 59                      | 6                       | 24                      | — |
| Love?                                                       | - Megjelent: 2011. április 28. - Kiadó: Island - Formátumok: CD, digitális letöltés | 5                       | 9                       | 2                       | 7                       | 4                       | 18                      | 12                      | 14                      | 1                       | 6                       | - CAN: Platina - GER: Arany - SWI: Arany |
| "—" nem szerepelt listán, vagy nem jelent meg az országban. |                                                                                     |                         |                         |                         |                         |                         |                         |                         |                         |                         |                         | |

## Remixek
| Album címe                                                  | Információk                                                                      | Slágerlistás helyezések | Slágerlistás helyezések | Slágerlistás helyezések | Slágerlistás helyezések | Slágerlistás helyezések | Slágerlistás helyezések | Slágerlistás helyezések | Slágerlistás helyezések | Slágerlistás helyezések | Slágerlistás helyezések | Tanúsítványok (értékesítési küszöb)                                  |
| Album címe                                                  | Információk                                                                      | US                      | AUS                     | CAN                     | FRA                     | GER                     | NLD                     | NZ                      | SWE                     | SWI                     | UK                      | Tanúsítványok (értékesítési küszöb)                                  |
| ----------------------------------------------------------- | -------------------------------------------------------------------------------- | ----------------------- | ----------------------- | ----------------------- | ----------------------- | ----------------------- | ----------------------- | ----------------------- | ----------------------- | ----------------------- | ----------------------- | -------------------------------------------------------------------- |
| J to tha L-O!: The Remixes                                  | - Megjelent: 2002. február 5. - Kiadó: Epic - Formátumok: CD, digitális letöltés | 1                       | 11                      |                         | 14                      | 5                       | 5                       | 3                       | 14                      | 39                      | 4                       | - US: Platina - AUS: Arany - CAN: Platina - FRA: Arany - UK: Platina |
| "—" nem szerepelt listán, vagy nem jelent meg az országban. |                                                                                  |                         |                         |                         |                         |                         |                         |                         |                         |                         |                         |                                                                      |

## Középlemezek
| The Reel Me                                                 | - Megjelent: 2003. november 18. - Kiadó: Epic - Formátumok: CD/DVD, digitális letöltés | 69 | 84 | - US: 3× Platina - AUS: Arany |
| "—" nem szerepelt listán, vagy nem jelent meg az országban. |                                                                                        |    |    |                               |

## Box-szetek
| Cím             | Információk                                                       |
| --------------- | ----------------------------------------------------------------- |
| On the 6 / J.Lo | - Megjelent: 2004. szeptember 27. - Kiadó: Epic - Formátum: CD    |
| Triple Feature  | - Megjelent: 2010. november 9. - Kiadó: Sony Music - Formátum: CD |

## Kislemezek
| Kislemez                                                              | Év   | Slágerlistás helyezések | Slágerlistás helyezések | Slágerlistás helyezések | Slágerlistás helyezések | Slágerlistás helyezések | Slágerlistás helyezések | Slágerlistás helyezések | Slágerlistás helyezések | Slágerlistás helyezések | Slágerlistás helyezések | Tanúsítványok (értékesítési küszöb)                                                                     | Album                      |
| Kislemez                                                              | Év   | US                      | AUS                     | CAN                     | FRA                     | GER                     | NLD                     | NZ                      | SWE                     | SWI                     | UK                      | Tanúsítványok (értékesítési küszöb)                                                                     | Album                      |
| --------------------------------------------------------------------- | ---- | ----------------------- | ----------------------- | ----------------------- | ----------------------- | ----------------------- | ----------------------- | ----------------------- | ----------------------- | ----------------------- | ----------------------- | --- | -------------------------- |
| If You Had My Love                                                    | 1999 | 1                       | 1                       | 1                       | 4                       | 5                       | 1                       | 1                       | 9                       | 5                       | 4                       | - US: Platina - AUS: Platina - FRA: Arany - GER: Arany - NZ: Arany - SWI: Arany                         | On the 6                   |
| No Me Ames (közreműködik Marc Anthony)                                | 1999 | —                       | —                       | —                       | —                       | —                       | —                       | —                       | —                       | —                       | —                       | — | On the 6                   |
| Waiting for Tonight                                                   | 1999 | 8                       | 4                       | 13                      | 10                      | 15                      | 5                       | 5                       | 16                      | 14                      | 5                       | - AUS: Platina - FRA: Ezüst - NZ: Arany                                                                 | On the 6                   |
| "Feelin’ So Good" (közreműködik Big Pun és Fat Joe)                   | 2000 | 51                      | 20                      | 7                       | —                       | 39                      | 30                      | 11                      | 58                      | 22                      | 15                      | - AUS: Arany                                                                                            | On the 6                   |
| Let's Get Loud                                                        | 2000 | —                       | 9                       | —                       | 40                      | 13                      | 2                       | —                       | 52                      | 10                      | —                       | - AUS: Platina                                                                                          | On the 6                   |
| Love Don't Cost a Thing                                               | 2001 | 3                       | 4                       | 1                       | 5                       | 6                       | 1                       | 1                       | 3                       | 2                       | 1                       | - AUS: Platina - UK: Ezüst - SWI: Arany                                                                 | J.Lo                       |
| "Play"                                                                | 2001 | 18                      | 14                      | 5                       | 20                      | 19                      | 7                       | 7                       | 10                      | 10                      | 3                       | - AUS: Arany                                                                                            | J.Lo                       |
| Ain't It Funny                                                        | 2001 | 1                       | 9                       | 12                      | 13                      | 13                      | —                       | 31                      | 3                       | 9                       | 3                       | - AUS: Arany - SWE: Arany                                                                               | J.Lo                       |
| I'm Real                                                              | 2001 | 1                       | 3                       | 6                       | 3                       | 11                      | —                       | 3                       | 8                       | 6                       | 4                       | - AUS: Platina - FRA: Ezüst - NZ: Arany                                                                 | J.Lo                       |
| Ain't It Funny (Murder Remix) (közreműködik Ja Rule és Caddillac Tah) | 2002 | 1                       | —                       | 12                      | —                       | —                       | —                       | —                       | —                       | —                       | —                       | — | J to tha L-O!: The Remixes |
| "I'm Gonna Be Alright" (közreműködik Nas)                             | 2002 | 10                      | 16                      | 29                      | 12                      | 6                       | 9                       | 30                      | 22                      | 4                       | 3                       | - AUS: Arany                                                                                            | J to tha L-O!: The Remixes |
| "Jenny from the Block" (közreműködik Styles P és Jadakiss)            | 2002 | 3                       | 5                       | 1                       | 5                       | 7                       | 3                       | 6                       | 7                       | 4                       | 3                       | - AUS: Platina - FRA: Arany - NZ: Arany - SWI: Arany                                                    | This Is Me... Then         |
| All I Have (közreműködik LL Cool J)                                   | 2003 | 1                       | 2                       | 6                       | 29                      | 19                      | 3                       | 1                       | 15                      | 4                       | 2                       | - AUS: Platina - NZ: Arany                                                                              | This Is Me... Then         |
| I'm Glad                                                              | 2003 | 32                      | 10                      | 8                       | —                       | 44                      | 6                       | 22                      | 51                      | 21                      | 11                      | - AUS: Arany                                                                                            | This Is Me... Then         |
| Baby I Love U!                                                        | 2004 | 72                      | —                       | —                       | —                       | —                       | —                       | —                       | —                       | —                       | 3                       | — | This Is Me... Then         |
| Get Right                                                             | 2005 | 12                      | 3                       | 3                       | 2                       | 7                       | 2                       | 2                       | 11                      | 3                       | 1                       | - US: Arany - AUS: Platina - NZ: Arany - FRA: Arany                                                     | Rebirth                    |
| Hold You Down (közreműködik Fat Joe)                                  | 2005 | 64                      | 17                      | —                       | —                       | 44                      | 26                      | 14                      | —                       | 44                      | 6                       | — | Rebirth                    |
| Qué Hiciste                                                           | 2007 | —                       | —                       | —                       | —                       | 10                      | —                       | —                       | —                       | 1                       | —                       | — | Como Ama una Mujer         |
| Do It Well                                                            | 2007 | 31                      | 18                      | 23                      | 29                      | 30                      | 17                      | —                       | 54                      | 12                      | 11                      | — | Brave                      |
| Hold It Don't Drop It                                                 | 2008 | —                       | —                       | —                       | —                       | —                       | —                       | —                       | —                       | —                       | 72                      | — | Brave                      |
| Louboutins                                                            | 2009 | —                       | —                       | —                       | —                       | —                       | —                       | —                       | —                       | —                       | —                       | — | Nem szerepel albumon       |
| On the Floor (közreműködik Pitbull)                                   | 2011 | 3                       | 1                       | 1                       | 1                       | 1                       | 4                       | 2                       | 1                       | 1                       | 1                       | - US: 3× Platina - AUS: 4× Platina - GER: 3× Arany - NZ: 2× Platina - SWE: 2× Platina - SWI: 2× Platina | Love?                      |
| I'm Into You (közreműködik Lil Wayne)                                 | 2011 | 41                      | 45                      | 55                      | 38                      | 16                      | 25                      | —                       | 54                      | 22                      | 9                       | - SWI: Arany                                                                                            | Love?                      |
| Papi                                                                  | 2011 | 96                      | —                       | 50                      | 28                      | —                       | —                       | —                       | —                       | 37                      | 67                      | — | Love?                      |
| "—" nem szerepelt listán, vagy nem jelent meg az országban.           |      |                         |                         |                         |                         |                         |                         |                         |                         |                         |                         | |                            |

### Közreműködések
| Év   | Kislemez                         | Slágerlistás helyezés | Slágerlistás helyezés | Slágerlistás helyezés | Slágerlistás helyezés | Slágerlistás helyezés | Slágerlistás helyezés | Slágerlistás helyezés | Slágerlistás helyezés | Slágerlistás helyezés | Slágerlistás helyezés | Slágerlistás helyezés | Album                                  |
| Év   | Kislemez                         | US                    | US Dance              | US R&B                | UK                    | AUS                   | CAN                   | IRL                   | NZ                    | GER                   | FRA                   | EU                    | Album                                  |
| ---- | -------------------------------- | --------------------- | --------------------- | --------------------- | --------------------- | --------------------- | --------------------- | --------------------- | --------------------- | --------------------- | --------------------- | --------------------- | -------------------------------------- |
| 1999 | No Me Ames (ft. Marc Anthony)    | —                     | —                     | —                     | —                     | —                     | —                     | —                     | —                     | —                     | —                     | —                     | Desde Un Principio: From the Beginning |
| 2004 | Escapémonos (ft. Marc Anthony)   | —                     | —                     | —                     | —                     | —                     | —                     | —                     | —                     | —                     | —                     | —                     | Amar Sin Mentiras                      |
| 2006 | Control Myself (ft. LL Cool J)   | 4                     | 29                    | 28                    | 2                     | 17                    | 4                     | 5                     | 7                     | 25                    | —                     | 17                    | Todd Smith                             |
| 2008 | This Boy's Fire (ft Santana)     | —                     | —                     | —                     | —                     | —                     | —                     | —                     | —                     | —                     | —                     | —                     | Ultimate Santana                       |
| 2010 | Dynamite (REMIX) (ft. Taio Cruz) | —                     | —                     | —                     | —                     | —                     | —                     | —                     | —                     | —                     | —                     | —                     |                                        |

### Promóciós kislemezek
| Év   | Dal                 | Album              |
| ---- | ------------------- | ------------------ |
| 2000 | El Deseo de Tu Amor | On the 6           |
| 2000 | Open Off My Love    | On the 6           |
| 2001 | Cariño              | J. Lo              |
| 2001 | Si Ya Se Acabó      | J. Lo              |
| 2004 | The One             | This Is Me... Then |
| 2004 | Still               | This Is Me... Then |
| 2005 | Step into My World  | Rebirth            |
| 2005 | Cherry Pie          | Rebirth            |
| 2007 | Me Haces Falta      | Como Ama una Mujer |
| 2007 | Te Voy A Querer     | Como Ama una Mujer |
| 2007 | Porque Te Marchas   | Como Ama una Mujer |
| 2007 | Mile In These Shoes | Brave              |

### Filmzenék
| Év   | Dal                     | Film                          |
| ---- | ----------------------- | ----------------------------- |
| 1999 | Baila                   | A szív dallamai               |
| 2001 | Love Don't Cost a Thing | Szeretném, ha szeretnél       |
| 2002 | Alive                   | Most már elég!                |
| 2003 | Baby I Love U!          | Gengszter románc              |
| 2007 | Toma De Mi              | A tánc szenvedélye            |
| 2007 | Porque La Vida Asi      | Bordertown - Átkelő a halálba |
| 2008 | Do It Well              | A házinyuszi                  |
| 2010 | What Is Love?           | Ilyen a formám                |

## Zenei DVD-k
| Év   | Információk |
| ---- | --- |
| 2000 | Feelin’ So Good - Kiadási dátum: 2000. október 10. - Formátum: DVD - U.S. csúcspozíció: 2 - U.S. minősítés: Arany      |
| 2003 | Let's Get Loud - Kiadási dátum: 2003. február 11. - Formátum: DVD - U.S. csúcspozíció: 1 - U.S. minősítés: Arany       |
| 2003 | The Reel Me - Kiadási dátum: 2003. november 18. - Formátum: DVD/CD - U.S. csúcspozíció: 1 - U.S. minősítés: 3x Platina |

## Videóklipek
| Év   | Dal                                                         | Igazgató(k)                     |
| ---- | ----------------------------------------------------------- | ------------------------------- |
| 1998 | Baila                                                       | Stephen Olow                    |
| 1999 | If You Had My Love                                          | Paul Hunter                     |
| 1999 | No Me Ames (ft. Marc Anthony)                               | Kevin Bray                      |
| 1999 | Waiting for Tonight                                         | Francis Lawrence                |
| 1999 | Waiting for Tonight (Hex's Momentous Remix)                 | Francis Lawrence                |
| 1999 | Una Noche Más                                               | Francis Lawrence                |
| 2000 | Let's Get Loud                                              | Jeffrey Doe                     |
| 2000 | Feelin’ So Good (ft. Big Pun & Fat Joe)                     | Paul Hunter                     |
| 2001 | Love Don't Cost a Thing                                     | Paul Hunter                     |
| 2001 | Play                                                        | Francis Lawrence                |
| 2001 | Ain't It Funny                                              | Herb Ritts                      |
| 2001 | I'm Real                                                    | Dave Meyers                     |
| 2001 | I'm Real (Murder Remix) (ft. Ja Rule)                       | Dave Meyers                     |
| 2002 | Ain't It Funny (Murder Remix) (ft. Ja Rule & Caddillac Tah) | Cris Judd                       |
| 2002 | I'm Gonna Be Alright (Track Master Remix) (ft. Nas)         | Dave Meyers                     |
| 2002 | Alive                                                       | Jim Gable                       |
| 2002 | Jenny from the Block (ft. Styles P & Jadakiss)              | Francis Lawrence                |
| 2002 | Jenny from the Block (No Rap Version)                       | Francis Lawrence                |
| 2003 | All I Have (ft. LL Cool J)                                  | Dave Meyers                     |
| 2003 | I'm Glad                                                    | David LaChapelle                |
| 2003 | Baby I Love U!                                              | Meiert Avis                     |
| 2005 | Get Right                                                   | Francis Lawrence & Diane Martel |
| 2005 | Get Right (REMIX) (ft. Fabolous)                            | Diane Martel                    |
| 2005 | Hold You Down (ft. Fat Joe)                                 | Diane Martel                    |
| 2006 | Control Myself (LL Cool J ft. Jennifer Lopez)               | Hype Williams                   |
| 2006 | Qué Hiciste                                                 | Michael Haussman                |
| 2007 | Me Haces Falta                                              | Sanji                           |
| 2007 | Do It Well                                                  | David LaChapelle                |
| 2007 | Hold It, Don't Drop It                                      | Melina Matsoukas                |
| 2007 | Por Arriesgarnos (live)                                     | Kevin Meléndez                  |
| 2009 | Fresh Out The Oven (ft. Pitbull)                            | Jonas Akerlund                  |
| 2009 | Louboutins                                                  |                                 |
| 2011 | On The Floor (feat. Pitbull)                                |                                 |
| 2011 | I,m Into You (feat. Lil Wayne)                              |                                 |
| 2011 | Papi                                                        |                                 |
| 2012 | Dance Again (feat. Pitbull)                                 |                                 |
| 2012 | Goin In (feat. Flo Rida)                                    |                                 |
| 2013 | Live It Up (feat. Pitbull)                                  |                                 |
| 2014 | I Luh Ya Papi (feat. French Montana)                        |                                 |
| 2014 | First Love                                                  |                                 |
| 2014 | Booty (feat. Iggy Azalea and Pitbull)                       |                                 |
| 2015 | Feel The Light                                              |                                 |
| 2015 | A Selena Tribute                                            |                                 |
| 2016 | Ain,t Your Mama                                             |                                 |
| 2016 | Chegaste (feat. Roberto Carlos)                             |                                 |
| 2017 | Ni Tú Ni Yo (feat. Gente De Zona)                           |                                 |

### Kiadatlan videóklipek
| Dal   | Igazgató         |
| ----- | ---------------- |
| Brave | Michael Haussman |